# Periphanes
Periphanes is een geslacht van nachtvlinders uit de familie Noctuidae.

## Soorten
- Periphanes delphinii – (Linnaeus, 1758)